# Richard Montgomery Field
Richard Montgomery Field (* 21. April 1885 in Jamaica Plain, Boston, Massachusetts; † 17. September 1961 in South Duxbury, Plymouth County, Massachusetts) war ein US-amerikanischer Geologe und Paläontologe.

## Leben
Field wuchs in Boston auf und besuchte die Boston Latin School und später die Harvard University, an der er 1910 den Bachelor-Abschluss in Geologie und Bergbauingenieurwesen und 1918 seinen Doktortitel in Paläontologie erhielt.
Von 1923 bis 1950 lehrte Field am Massachusetts Institute of Technology und war Professor für Geologie an der Princeton University. 1926 organisierte er in Princeton die Summer School of Geology and Natural Resources, einen jährlichen Feldkurs, der Studenten in Techniken der geologischen und geophysikalischen Forschung ausbilden sollte und bis heute existiert.
Von 1932 bis 1941 war Field Vorsitzender des Sonderausschusses für geophysikalische und geologische Studien der Ozeanbecken. Im Jahre 1954 wurde er mit der William-Bowie-Medaille ausgezeichnet. Für viele Jahre war Field Vorsitzender des Internationalen Komitees für den sozialen Wert der Naturwissenschaften im Rahmen der International Union of Geodesy and Geophysics.

## Veröffentlichungen (Auswahl)
- Geology by Richard M. Field
- An outline of the principles of geology (1934)

## Auszeichnungen
- 1954 William Bowie Medaille